# ISO 3166-2:KN

Carte orthographique de Saint-Kitts-et-Nevis centrée sur 17° N, 62° O. Territoire officiel. Territoires revendiqués.

ISO 3166-2 données pour Saint-Christophe-et-Niévès (désigné Saint-Kitts-et-Nevis dans la norme ISO 3166).
- Sources de la liste : IGN 1989; FIPS 10-4
- Source des codes : secrétariat ISO/TC 46/WG 2

## Mises à jour
- ISO 3166-2:2007-04-17 Bulletin n° I-8 (création)

## États (2)en:state
| Code ISO 3166-2 | État        | État                        |
| Code ISO 3166-2 | Nom anglais | Nom français (non officiel) |
| --------------- | ----------- | --------------------------- |
| KN-K            | Saint Kitts | Saint-Christophe            |
| KN-N            | Nevis       | Niévès                      |

## Paroisses (14)en:parish
| Code ISO 3166-2 | Paroisse                   | Paroisse                    | État |
| Code ISO 3166-2 | Nom anglais                | Nom français (non officiel) | État |
| --------------- | -------------------------- | --------------------------- | ---- |
| KN-01           | Christ Church Nichola Town | Christ Church Nichola Town  | KN-K |
| KN-02           | Saint Anne Sandy Point     | Sainte-Anne Sandy Point     | KN-K |
| KN-03           | Saint George Basseterre    | Saint-George Basseterre     | KN-K |
| KN-04           | Saint George Gingerland    | Saint-George Gingerland     | KN-N |
| KN-05           | Saint James Windward       | Saint-James Windward        | KN-N |
| KN-06           | Saint John Capisterre      | Saint-John Capisterre       | KN-K |
| KN-07           | Saint John Figtree         | Saint-John Figtree          | KN-N |
| KN-08           | Saint Mary Cayon           | Sainte-Mary Cayon           | KN-K |
| KN-09           | Saint Paul Capisterre      | Saint-Paul Capisterre       | KN-K |
| KN-10           | Saint Paul Charlestown     | Saint-Paul Charlestown      | KN-N |
| KN-11           | Saint Peter Basseterre     | Saint-Peter Basseterre      | KN-K |
| KN-12           | Saint Thomas Lowland       | Saint-Thomas Lowland        | KN-N |
| KN-13           | Saint Thomas Middle Island | Saint-Thomas Middle Island  | KN-K |
| KN-15           | Trinity Palmetto Point     | Trinity Palmetto Point      | KN-K |